# BBC HD
BBC HD était une chaîne de télévision en haute définition diffusée par la BBC pour la première fois le 15 mai 2006 en test et fonctionnelle le 1er décembre 2007.
Les programmes étaient diffusés en général de six à neuf heures par jour, dont les simulcast avec ceux des autres chaînes de la BBC, comme Top Gear, Doctor Who, Les Arnaqueurs VIP et Sherlock. La chaîne couvrait aussi des événements en HD native en direct, comme le tournoi de Wimbledon, l'Eurovision, la coupe du monde de football, etc.
BBC HD a cessé d'émettre le 26 mars 2013 et a laissé la place à BBC Two HD en simultané, principalement à cause des réductions budgétaires frappant l'ensemble de la BBC. Elle est, cependant, toujours disponible en tant que chaîne internationale dans certains pays dans le monde.